# When Alice Broke The Mirror
When Alice Broke The Mirror (alternativer Titel: Touch of Death) ist eine 1988 erschienene, ausschließlich für den VHS-Markt produzierte Schwarze Komödie mit starken Splatterelementen von Lucio Fulci. Der Film war Teil der Serie I maestri del thriller.

## Handlung
Lester Pearson ist ein kannibalistisch veranlagter Psychopath. Er hat sich verschuldet, indem er immer wieder hohe Summen auf Verliererpferde setzt. Um sich finanziell über Wasser zu halten, trifft er wohlhabende Frauen, um sie anschließend brutal umzubringen und auszurauben. Nach einer Weile bekommt die Polizei immer mehr Hinweise, und seine Wettpartner wollen sich auch rächen. Lester lernt die reiche Virginia Field kennen, die ihn aus seinem finanziellen Debakel befreien könnte. Doch durch ein von der Polizei generiertes Phantombild findet sie heraus, dass Lester ein gesuchter Mörder ist. Daraufhin erschießt sie ihn.

## Trivia
Die Szene, in der Lesters zweites Opfer in der Mikrowelle gebacken wird, ist eine Anspielung auf den 1981 entstandenen Joe-D’Amato-Film Absurd, in dem auch ein Kindermädchen gebacken wird.
Ein Großteil des Filmes wurde in Fulcis Nightmare Concert wiederverwendet.
Nach einigen Beschlagnahmungen des Films erschien eine ungekürzte DVD mit einer FSK-18-Freigabe.

## Kritiken
Der Film erhielt eher durchschnittliche Kritiken, auf IMDB hat er einen Score von 5,3 von 10 möglichen Punkten.

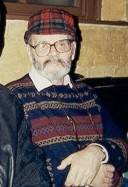
Lucio Fulci der Regisseur des Films